# Lena Lorenz/Episodenliste
Diese Episodenliste enthält alle Episoden der deutschen Fernsehserie Lena Lorenz sortiert nach der deutschen Erstausstrahlung. Die Fernsehserie umfasst derzeit elf Staffeln mit 46 ausgestrahlten Episoden.

## Übersicht
| Staffel | Episodenanzahl | Erstausstrahlung ORF 2 | Erstausstrahlung ORF 2 | Erstausstrahlung ZDF | Erstausstrahlung ZDF |
| Staffel | Episodenanzahl | Staffelpremiere        | Staffelfinale          | Staffelpremiere      | Staffelfinale        |
| ------- | -------------- | ---------------------- | ---------------------- | -------------------- | -------------------- |
| 1       | 2              | 8. April 2015          | 15. April 2015         | 9. April 2015        | 16. April 2015       |
| 2       | 4              | 6. April 2016          | 27. April 2016         | 7. April 2016        | 28. April 2016       |
| 3       | 4              | 2. Februar 2017        | 23. März 2017          | 9. März 2017         | 6. April 2017        |
| 4       | 4              | 3. Oktober 2018        | 24. Oktober 2018       | 4. Oktober 2018      | 25. Oktober 2018     |
| 5       | 4              | 7. August 2019         | 28. August 2019        | 5. September 2019    | 26. September 2019   |
| 6       | 3              | 1. April 2020          | 15. April 2020         | 2. April 2020        | 16. April 2020       |
| 7       | 4              | 1. September 2021      | 22. September 2021     | 21. Oktober 2021     | 11. November 2021    |
| 8       | 4              | 16. März 2022          | 6. April 2022          | 24. März 2022        | 14. April 2022       |
| 9       | 5              | 29. März 2023          | 26. April 2023         | 20. April 2023       | 18. Mai 2023         |
| 10      | 6              | 10. April 2024         | 15. Mai 2024           | 11. April 2024       | 16. Mai 2024         |
| 11      | 6              | 16. April 2025         | 21. Mai 2025           | 17. April 2025       | 22. Mai 2025         |

## Staffel 1
| Nr. (ges.) | Nr. (St.) | Originaltitel       | Erstausstrahlung A | Regie           | Drehbuch                         | Zuschauer (D) | Erstausstrahlung D |
| ---------- | --------- | ------------------- | ------------------ | --------------- | -------------------------------- | ------------- | ------------------ |
| 1          | 1         | Willkommen im Leben | 8. Apr. 2015       | Michael Kreindl | Mathias Klaschka, Astrid Ströher | 5,47 Mio.     | 9. Apr. 2015       |
| 2          | 2         | Zurück ins Leben    | 15. Apr. 2015      | Michael Kreindl | Mathias Klaschka, Astrid Ströher | 5,05 Mio.     | 16. Apr. 2015      |

## Staffel 2
| Nr. (ges.) | Nr. (St.) | Originaltitel           | Erstausstrahlung A | Regie                | Drehbuch                         | Zuschauer (D) | Erstausstrahlung D |
| ---------- | --------- | ----------------------- | ------------------ | -------------------- | -------------------------------- | ------------- | ------------------ |
| 3          | 1         | Entscheidung fürs Leben | 6. Apr. 2016       | Thomas Jauch         | Astrid Ströher, Dirk Morgenstern | 4,49 Mio.     | 7. Apr. 2016       |
| 4          | 2         | Spurlos verschwunden    | 13. Apr. 2016      | Thomas Jauch         | Astrid Ströher, Dirk Morgenstern | 4,61 Mio.     | 14. Apr. 2016      |
| 5          | 3         | Von weit her            | 20. Apr. 2016      | Petra Käthe Niemeyer | Carolin Otto                     | 4,32 Mio.     | 21. Apr. 2016      |
| 6          | 4         | Ein Fall von Liebe      | 27. Apr. 2016      | Petra Käthe Niemeyer | Carolin Otto                     | 4,36 Mio.     | 28. Apr. 2016      |

## Staffel 3
| Nr. (ges.) | Nr. (St.) | Originaltitel                    | Erstausstrahlung A | Regie              | Drehbuch                            | Zuschauer (D) | Erstausstrahlung D |
| ---------- | --------- | -------------------------------- | ------------------ | ------------------ | ----------------------------------- | ------------- | ------------------ |
| 7          | 1a        | Lebenstraum (Teil 1)             | 2. Feb. 2017       | Michael Kreindl    | Sarah Augstein                      | 4,84 Mio.     | 9. März 2017       |
| 7          | 1b        | Lebenstraum (Teil 2)             | 9. Feb. 2017       | Michael Kreindl    | Sarah Augstein                      | 4,84 Mio.     | 9. März 2017       |
| 8          | 2a        | Gegen alle Zweifel (Teil 1)      | 16. Feb. 2017      | Michael Kreindl    | Sarah Augstein, Julie Fellmann      | 5,06 Mio.     | 16. März 2017      |
| 8          | 2b        | Gegen alle Zweifel (Teil 2)      | 2. März 2017       | Michael Kreindl    | Sarah Augstein, Julie Fellmann      | 5,06 Mio.     | 16. März 2017      |
| 9          | 3a        | Geliehenes Glück (Teil 1)        | 9. März 2017       | Sophie Allet-Coche | Wiebke Jaspersen                    | 5,26 Mio.     | 23. März 2017      |
| 9          | 3b        | Geliehenes Glück (Teil 2)        | 9. März 2017       | Sophie Allet-Coche | Wiebke Jaspersen                    | 5,26 Mio.     | 23. März 2017      |
| 10         | 4a        | Wunsch und Wirklichkeit (Teil 1) | 16. März 2017      | Sophie Allet-Coche | Kerstin Österlin, Jessica Schellack | 5,37 Mio.     | 6. Apr. 2017       |
| 10         | 4b        | Wunsch und Wirklichkeit (Teil 2) | 23. März 2017      | Sophie Allet-Coche | Kerstin Österlin, Jessica Schellack | 5,37 Mio.     | 6. Apr. 2017       |

## Staffel 4
| Nr. (ges.) | Nr. (St.) | Originaltitel         | Erstausstrahlung A | Regie              | Drehbuch                            | Zuschauer (D) | Erstausstrahlung D |
| ---------- | --------- | --------------------- | ------------------ | ------------------ | ----------------------------------- | ------------- | ------------------ |
| 11         | 1         | Babyglück hoch drei   | 3. Okt. 2018       | Sebastian Sorger   | Jessica Schellack, Kerstin Österlin | 4,91 Mio.     | 4. Okt. 2018       |
| 12         | 2         | Mutter für drei Tage  | 10. Okt. 2018      | Sebastian Sorger   | Wiebke Jaspersen                    | 5,38 Mio.     | 11. Okt. 2018      |
| 13         | 3         | Zwei Väter            | 17. Okt. 2018      | Sophie Allet-Coche | Carolin Otto                        | 5,02 Mio.     | 18. Okt. 2018      |
| 14         | 4         | Eindeutig uneindeutig | 24. Okt. 2018      | Sophie Allet-Coche | Carolin Otto                        | 5,32 Mio.     | 25. Okt. 2018      |

## Staffel 5
| Nr. (ges.) | Nr. (St.) | Originaltitel      | Erstausstrahlung A | Regie            | Drehbuch                            | Zuschauer (D) | Erstausstrahlung D |
| ---------- | --------- | ------------------ | ------------------ | ---------------- | ----------------------------------- | ------------- | ------------------ |
| 15         | 1         | Ein neuer Anfang   | 7. Aug. 2019       | Sebastian Sorger | Danela Pietrek, Wiebke Jaspersen    | 4,12 Mio.     | 5. Sep. 2019       |
| 16         | 2         | Kind da, Job weg   | 14. Aug. 2019      | Sebastian Sorger | Wiebke Jaspersen                    | 4,11 Mio.     | 12. Sep. 2019      |
| 17         | 3         | Schatten und Licht | 21. Aug. 2019      | İsmail Şahin     | Kerstin Österlin, Jessica Schellack | 3,87 Mio.     | 19. Sep. 2019      |
| 18         | 4         | Geschwisterliebe   | 28. Aug. 2019      | İsmail Şahin     | Wiebke Jaspersen                    | 4,43 Mio.     | 26. Sep. 2019      |

## Staffel 6
| Nr. (ges.) | Nr. (St.) | Originaltitel               | Erstausstrahlung A | Regie        | Drehbuch                            | Zuschauer (D) | Erstausstrahlung D |
| ---------- | --------- | --------------------------- | ------------------ | ------------ | ----------------------------------- | ------------- | ------------------ |
| 19         | 1         | Außergewöhnlich einzigartig | 1. Apr. 2020       | İsmail Şahin | Jessica Schellack, Kerstin Österlin | 5,27 Mio.     | 2. Apr. 2020       |
| 20         | 2         | Sternenkind                 | 8. Apr. 2020       | İsmail Şahin | Stefani Straka                      | 4,63 Mio.     | 9. Apr. 2020       |
| 21         | 3         | Teufelskreis                | 15. Apr. 2020      | Britta Keils | Antje Bähr                          | 5,48 Mio.     | 16. Apr. 2020      |

## Staffel 7
| Nr. (ges.) | Nr. (St.) | Originaltitel        | Erstausstrahlung A | Regie            | Drehbuch                             | Zuschauer (D) | Erstausstrahlung D |
| ---------- | --------- | -------------------- | ------------------ | ---------------- | ------------------------------------ | ------------- | ------------------ |
| 22         | 1         | Eltern für mein Kind | 1. Sep. 2021       | Britta Keils     | Iris Kobler                          | 4,42 Mio.     | 21. Okt. 2021      |
| 23         | 2         | Zerbrechliches Glück | 8. Sep. 2021       | Britta Keils     | Stefani Straka, Wiebke Jaspersen     | 4,29 Mio.     | 28. Okt. 2021      |
| 24         | 3         | Retterbaby           | 15. Sep. 2021      | Sebastian Sorger | Melanie Brügel                       | 4,20 Mio.     | 4. Nov. 2021       |
| 25         | 4         | Hinter Gittern       | 22. Sep. 2021      | Sebastian Sorger | Stephan Wuschansky, Wiebke Jaspersen | 3,74 Mio.     | 11. Nov. 2021      |

## Staffel 8
| Nr. (ges.) | Nr. (St.) | Originaltitel    | Erstausstrahlung A | Regie       | Drehbuch                           | Zuschauer (D) | Erstausstrahlung D |
| ---------- | --------- | ---------------- | ------------------ | ----------- | ---------------------------------- | ------------- | ------------------ |
| 26         | 1         | Freiheit         | 16. März 2022      | Irina Popow | Wiebke Jaspersen                   | 4,89 Mio.     | 24. März 2022      |
| 27         | 2         | Perfekte Familie | 23. März 2022      | Irina Popow | Anja Flade-Kruse, Wiebke Jaspersen | 4,72 Mio.     | 31. März 2022      |
| 28         | 3         | Baby auf Probe   | 30. März 2022      | Jan Bauer   | Luci van Org, Wiebke Jaspersen     | 4,81 Mio.     | 7. Apr. 2022       |
| 29         | 4         | Mutterliebe      | 6. Apr. 2022       | Jan Bauer   | Melanie Brügel, Wiebke Jaspersen   | 3,94 Mio.     | 14. Apr. 2022      |

## Staffel 9
| Nr. (ges.) | Nr. (St.) | Originaltitel        | Erstausstrahlung A | Regie            | Drehbuch                                            | Zuschauer (D) | Erstausstrahlung D |
| ---------- | --------- | -------------------- | ------------------ | ---------------- | --------------------------------------------------- | ------------- | ------------------ |
| 30         | 1         | Lügenbaby            | 29. März 2023      | Jan Bauer        | Wiebke Jaspersen                                    | 4,51 Mio.     | 20. Apr. 2023      |
| 31         | 2         | Schicksalsschlag     | 5. Apr. 2023       | Jan Bauer        | Susanne Wagner, Hagen Moscherosch, Wiebke Jaspersen | 4,47 Mio.     | 27. Apr. 2023      |
| 32         | 3         | Krank vor Sorge      | 12. Apr. 2023      | Ulrike Hamacher  | Anja Flade-Kruse, Susanne Wagner, Wiebke Jaspersen  | 4,12 Mio.     | 4. Mai 2023        |
| 33         | 4         | Fels in der Brandung | 19. Apr. 2023      | Ulrike Hamacher  | Luci van Org, Wiebke Jaspersen                      | 4,41 Mio.     | 11. Mai 2023       |
| 34         | 5         | Gegen den Schmerz    | 26. Apr. 2023      | Sebastian Sorger | Melanie Brügel, Wiebke Jaspersen                    | 3,49 Mio.     | 18. Mai 2023       |

## Staffel 10
| Nr. (ges.) | Nr. (St.) | Originaltitel       | Erstausstrahlung A | Regie            | Drehbuch                                            | Zuschauer (D) | Erstausstrahlung D |
| ---------- | --------- | ------------------- | ------------------ | ---------------- | --------------------------------------------------- | ------------- | ------------------ |
| 35         | 1         | Vertauscht          | 10. Apr. 2024      | Sebastian Sorger | Wiebke Jaspersen                                    | 4,87 Mio.     | 11. Apr. 2024      |
| 36         | 2         | Harter Bruch        | 17. Apr. 2024      | Sebastian Sorger | Susanne Wagner, Hagen Moscherosch, Wiebke Jaspersen | 4,21 Mio.     | 18. Apr. 2024      |
| 37         | 3         | Kreuz und queer     | 24. Apr. 2024      | Sebastian Sorger | Carolin Otto, Wiebke Jaspersen                      | 4,38 Mio.     | 25. Apr. 2024      |
| 38         | 4         | Das Leben ist jetzt | 1. Mai 2024        | Karola Meeder    | Susanne Wagner, Hagen Moscherosch, Wiebke Jaspersen | 3,81 Mio.     | 2. Mai 2024        |
| 39         | 5         | Flaschenkind        | 8. Mai 2024        | Karola Meeder    | Luci van Org, Wiebke Jaspersen                      | 3,66 Mio.     | 9. Mai 2024        |
| 40         | 6         | Benita und Muck     | 15. Mai 2024       | Saskia Weisheit  | Wiebke Jaspersen, Aglef Püschel                     | 3,93 Mio.     | 16. Mai 2024       |

## Staffel 11
| Nr. (ges.) | Nr. (St.) | Originaltitel        | Erstausstrahlung A | Regie            | Drehbuch                            | Zuschauer (D) | Erstausstrahlung D |
| ---------- | --------- | -------------------- | ------------------ | ---------------- | ----------------------------------- | ------------- | ------------------ |
| 41         | 1         | Blick in den Spiegel | 16. Apr. 2025      | Ulrike Hamacher  | Marlene Schwedler, Wiebke Jaspersen | 3,86 Mio.     | 17. Apr. 2025      |
| 42         | 2         | Gefährliche Liebe    | 23. Apr. 2025      | Ulrike Hamacher  | Iris Kobler, Wiebke Jaspersen       | 3,71 Mio.     | 24. Apr. 2025      |
| 43         | 3         | Blinder Passagier    | 30. Apr. 2025      | Michael Kreindl  | Luci van Org                        | 3,52 Mio.     | 1. Mai 2025        |
| 44         | 4         | Das halbe Lottchen   | 7. Mai 2025        | Michael Kreindl  | Susanne Wagner                      | 4,19 Mio.     | 8. Mai 2025        |
| 45         | 5         | Überväter            | 14. Mai 2025       | Sebastian Sorger | Marlene Schwedler, Carolin Otto     | 3,63 Mio.     | 15. Mai 2025       |
| 46         | 6         | Vor aller Augen      | 21. Mai 2025       | Sebastian Sorger | Stefani Straka, Carolin Otto        | 3,74 Mio.     | 22. Mai 2025       |